# Taro'An
Taro'An is een bestuurslaag in het regentschap Pamekasan van de provincie Oost-Java, Indonesië. Taro'An telt 2207 inwoners (volkstelling 2010).